# Muriel
A Muriel valószínűleg kelta eredetű angol női név, valószínű jelentése: tenger + ragyogás. Alakváltozat: Meril.

## Gyakorisága
Az 1990-es években szórványos név, a 2000-es években nem szerepel a 100 leggyakoribb női név között.

## Névnapok
- szeptember 4.[2]

## Híres Murielok
- A Bátor, a gyáva kutya c. rajzfilmsorozatban a gazdasszony neve Muriel.

- A boszorkányvadászok 2013-as fantasy akciófilmjének Főgonosza Muriel, az arcváltó ősboszorkány.